# Taichirō Koga
Taichirō Koga (jap. 古賀太一郎 Koga Taichirō; ur. 4 października 1989 w Sasebo) – japoński siatkarz, reprezentant Japonii, grający na pozycji libero. Od sezonu 2020/2021 występuje w drużynie FC Tokyo.
Ma starszego brata Koichiro, który również jest siatkarzem i występuje na pozycji libero.

## Sukcesy klubowe
Mistrzostwo Japonii:
- 2015

Puchar Finlandii:
- 2016

Mistrzostwo Finlandii:
- 2016

## Sukcesy reprezentacyjne
Puchar Azji:
- 2012

Letnia Uniwersjada:
- 2013

Mistrzostwa Azji
- 2017
- 2019

## Nagrody indywidualne
- 2016: MVP fińskiej Lentopallon SM-liiga w sezonie 2015/2016